# Integrovaný registr znečišťování
Integrovaný registr znečišťování (IRZ) je informační systém veřejné správy, veřejně přístupná databáze provozoven, které ohlašují množství vlastního znečištění životního prostředí, jež překročilo stanovenou mez. Data jsou zveřejněna vždy k 30. září za předchozí kalendářní rok.
Registr spravuje Ministerstvo životního prostředí, vlastním provozovatelem je agentura CENIA. Kontrolu plnění ohlašovacích povinností do IRZ provádí Česká inspekce životního prostředí.

## Ohlašovací povinnost
Ohlašovací povinnost se vztahuje na provozovnu, ve které vznikají znečišťující látky nebo odpady, které jsou přenášeny mimo tuto provozovnu. V IRZ je evidováno 93 různých znečišťujících látek sledovaných podle všech typů úniků a přenosů, a to od stanovené prahové hodnoty v kilogramech za kalendářní rok. V IRZ jsou sledovány úniky do ovzduší, vody a půdy, dále přenosy látek v odpadních vodách a přenosy v odpadech, a to:
- v únicích do ovzduší – 62 látek,
- v únicích do vody – 71 látek,
- v únicích do půdy – 61 látek,
- v přenosech v odpadních vodách – 71 látek,
- v přenosech v odpadech – 26 látek.

Do IRZ je ohlašovaná také produkce odpadu předávaného mimo provozovnu, a to od těchto limitů:
- u nebezpečného odpadu – více než 2 t/rok,
- u ostatního odpadu – více než 2000 t/rok.

## Legislativa
- Zákon č. 76/2002 Sb., o integrované prevenci a omezování znečištění, o integrovaném registru znečišťování a o změně některých zákonů (zákon o integrované prevenci) stanovil povinnosti v oblasti životního prostředí, které pro ČR vyplynuly ze vstupu do Evropské unie a z mezinárodních dohod (Aarhuská úmluva, Protokol o registrech úniků a přenosů znečišťujících látek),[2] které se ČR zavázala plnit. Jedná se o oblast shromažďování a šíření informací o životním prostředí, umožnění svobodného přístupu veřejnosti k těmto informacím a o tvorbu registru úniků a přenosů znečišťujících látek. Zákon založil integrovaný registr znečišťování životního prostředí (dále jen integrovaný registr znečišťování – IRZ) jako veřejně přístupný informační systém emisí a přenosů znečišťujících látek.

- Zákon č. 25/2008 Sb., o integrovaném registru znečišťování a integrovaném systému plnění ohlašovacích povinností v oblasti životního prostředí a změně některých zákonů upravil fungování IRZ v návaznosti na evropské nařízení č. 166/2006/ES-

- Prováděcí nařízení vlády č. 145/2008 Sb., kterým se stanoví seznam znečišťujících látek a prahových hodnot a údaje požadované pro ohlašování do integrovaného registru znečišťování životního prostředí dotvořil rozsah požadovaných údajů ohlašovaných do IRZ od ohlašovacího roku 2009.

- Další novelou byl zákon č. 255/2016 Sb., kterým se mění zákon č. 25/2008 Sb., o integrovaném registru znečišťování životního prostředí a integrovaném systému plnění ohlašovacích povinností v oblasti životního prostředí a o změně některých zákonů, ve znění pozdějších předpisů. Zásadním přínosem novely zákona o IRZ bylo omezení dopadu povinnosti ohlašovat do IRZ pouze na 232 vybraných jiných činností nebo činností s nižší prahovou hodnotou pro kapacitu oproti E-PRTR.[3]

## Data o znečišťování
V Česku v roce 2020 vzrostlo množství vypouštěných rakovinotvorných látek nebo těch, které poškozují hormonální systém. Naopak klesly emise skleníkových plynů a rtuti. Šlo údajně o druhé nejvyšší množství v sedmnáctileté historii IRZ. Data za tento rok poskytlo více než dvanáct stovek provozů.
Nevládní ekologická organizace Arnika od roku 2004
každoročně zpracovává údaje z IRZ do geografického informačního systému Znečišťovatelé pod lupou. Jedná se o rozšíření původního žebříčků největších znečišťovatelů pro jednotlivé látky nebo jejich skupiny v ČR nebo v jednotlivých regionech. K dispozici je kromě mapy také přehled podle firmy nebo obce a grafické znázorněný vývoje vypouštěných škodlivin v čase.